# 黃金兄弟

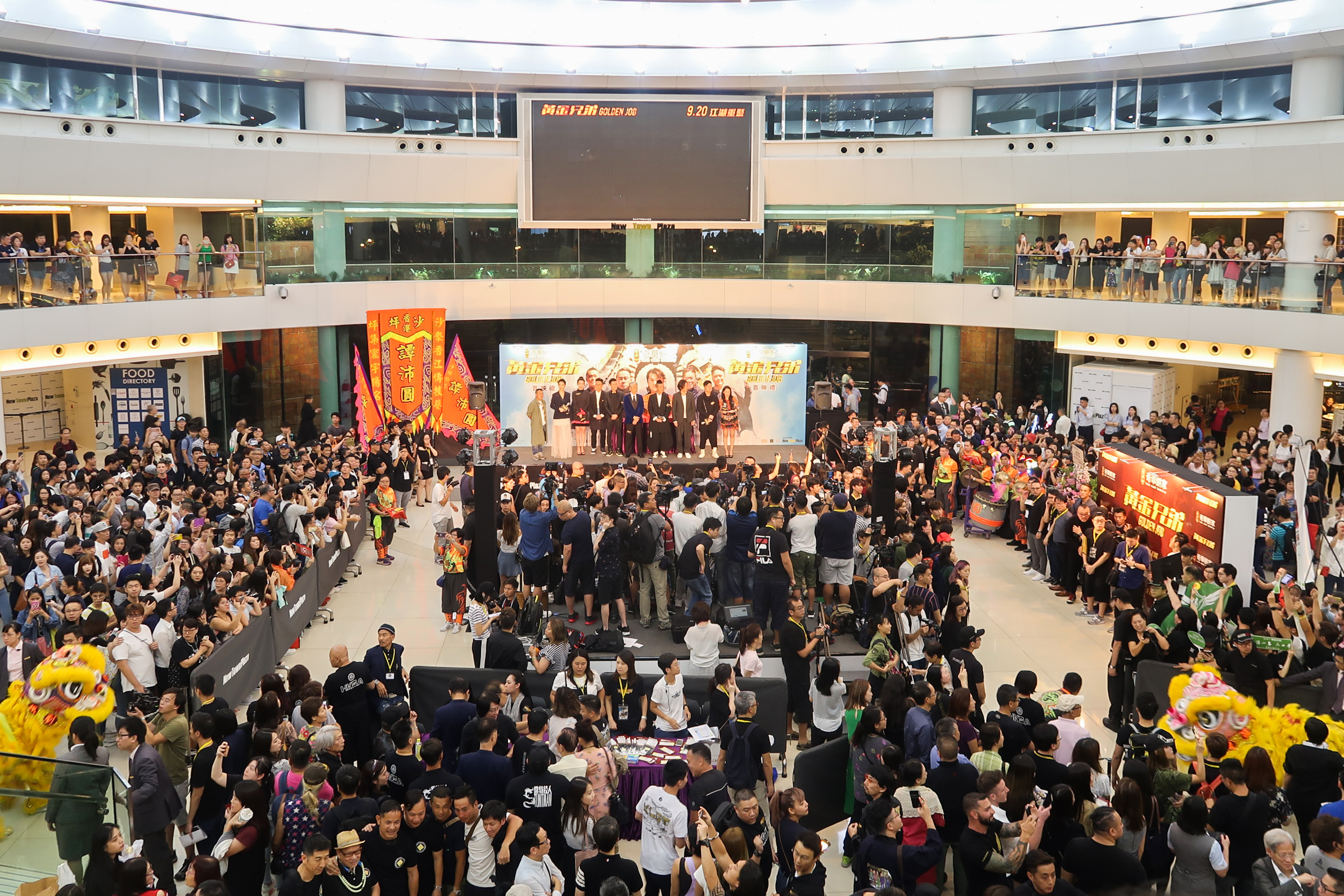
《黃金兄弟》在香港新城市廣場的首映禮

《黃金兄弟》（Golden Job）是一部2018年上映的香港動作電影，由成龍擔任出品人，曾志偉監製兼演出，錢嘉樂導演兼演出，鄭伊健、陳小春、謝天華、錢嘉樂、林曉峰及曾志偉領銜主演，佘詩曼特別演出，於2018年9月20日上映。電影更分別於台灣、日本、中國內蒙古、蒙特內哥羅與匈牙利取景。

## 劇情
勇謀兼備的首領獅王（鄭伊健飾）、脾氣暴躁的狙擊手火山（陳小春飾）、貪婪成性的情報員Bill （謝天華飾）、處變不驚的車手淡定（錢嘉樂飾）和單純知足的駭客老鼠（林曉峰飾）是情同兄弟的僱傭兵隊伍。一次由上司Rice（Sergej Onopko飾）安排的中國內蒙古救人任務中失敗後集體辭職，各自發展。
五年後，獅王從藥廠取得藥物運送到非洲一個難民營，這幾年來，獅王一直濟世慈善。豈料難民營突然爆發新疫症，在難民營內任職醫生的獅王女友Zoe（佘詩曼飾）表示需要新藥物，這時Bill就向兄弟們聲稱有一批新藥物準備運往匈牙利布達佩斯的機場並由情報處特別行動組副組長Joe（張宇飾）監察護航。於是，獅王召集兄弟們，一同向情報處下手。五兄弟聯同他們的養父兼恩師曹Sir（曾志偉飾）和其親女兒璐璐（張雅玫飾）各展所長，在市內設局將情報處監控的貨車引到隧道，然後再以另一台貨車偷龍轉鳳，計畫成功。但火山將貨車駛到火車廠後準備跟兄弟們與曹Sir父女離開時察覺有異樣，經老鼠解鎖後，發現貨車載著的竟然是黃金而非藥物。原來Bill暗中與協助情報處監控押解的Rice勾結，借兄弟之手劫走情報處販賣軍火所賺取的黃金。率領一眾副手的Rice來到火車廠時見到Bill的兄弟們與曹Sir父女沒有離開，擔心他們會把事情告訴情報處，故此命令Bill槍殺他們滅口，結果發生槍戰並開車追逐，曹Sir腿部中槍導致不能活動。Rice因為殺四子與曹Sir父女不遂而拒絕給予Bill任何報酬，於是Bill槍殺Rice並將黃金佔為己有，那些副手亦成為Bill的手下。獅王就故意把車子撞向警局以避開副手的追殺，他亦因此被捕，這時他想起一些往事。
原來這五兄弟都是孤兒，年少時他們在娛樂場所中為了制止不當行為而跟別人打鬥，之後被警方拘捕及羈押，接著他們都被娛樂場所負責人曹Sir放走及收留，並把他們訓練成僱傭兵。他們於成年後，透過投票稱呼曹Sir為「阿爸」，正式視為養父。
獅王服刑期間，火山在貧民窟等待他出來，淡定在一間酒吧工作，老鼠就跟曹Sir父女在日本熊本縣經營溫泉旅館，Bill在黑山買了一個島嶼。一年後，刑滿出獄的獅王就跟淡定一起前往貧民窟接走火山，之後三人再到日本跟曹Sir父女與老鼠見面。晚飯期間，曹Sir的朋友森本（倉田保昭飾）亦來到旅館，原來因為曹Sir的到來使到周圍恢復生機，所以森本就向眾人表示計劃舉行酒祭並邀請他們幫忙。
四子在溫泉浸浴時談及Bill，火山表示懷疑Bill欠下一筆債務，但不願意麻煩兄弟去幫助他，獅王表示Joe到過監牢跟他見面，要求他出來後尋找Bill並把黃金歸還，淡定則表示Bill在過去一年舉行的車展中都在場，四子決定在福岡一個車展中將Bill抓回來查問。豈料Bill趁他們離開溫泉旅館後就率領副手闖入，再派另一批副手到車展場地設局襲擊四子，四子都成功擺脫副手的追殺並隨即開車回去旅館，可是曹Sir與Bill在糾纏期間被副手槍殺，Bill知道四子正在驅車返回旅館後就與副手一起離開旅館返回黑山，並把璐璐擄走。當四子返回旅館時，看見曹Sir伏屍而痛心疾首，他們在離開喪禮場地後，老鼠就告訴三人Bill就是在黑山，惟曹Sir不願意看見兄弟決裂才不讓他說出來。四子決定要揪出Bill這個叛徒算帳，於是冒著性命的危險從日本戰至黑山，他們從Joe取得大批裝備以及Bill所在地的資訊後，就向Bill所在的島嶼進攻，展開一連串激烈槍戰，結果他們擊潰島上的眾多士兵和Bill的手下，成功闖入Bill在一座教堂內的大本營。四子斷絕與Bill的兄弟關係後，Bill就誘使火山向自己開槍身亡。Joe亦取回那批黃金，惟記者們就那些黃金是否由情報處以不法的途徑取得而向他作出提問時他都一一否認。最後獅王返回難民營跟Zoe見面時，才知道自己服刑期間Bill有寄藥物給她。

## 演員表

### 黃金兄弟
| 演員          | 角色       | 介紹 |
| 鄭伊健        | 獅王       | 首領，為人冷靜理智，智勇雙全，亦相當仰慕養父曹Sir。與兄弟有商有量，互相尊重。周醫生之男友，戰略首腦、戰鬥前鋒。 |
| 蕭鴻 (少年)   | 獅王       | 首領，為人冷靜理智，智勇雙全，亦相當仰慕養父曹Sir。與兄弟有商有量，互相尊重。周醫生之男友，戰略首腦、戰鬥前鋒。 |
| 陳小春        | 火山       | 狙擊手，為人火爆衝動，但十分重感情。少說話多做事，危機意識強。最後被Bill偷襲時，一槍送Bill上路（兩人曾有約定，如果Bill走上絕路時，希望兄弟們親手送他上路。） |
| 岑珈其 (少年) | 火山       | 狙擊手，為人火爆衝動，但十分重感情。少說話多做事，危機意識強。最後被Bill偷襲時，一槍送Bill上路（兩人曾有約定，如果Bill走上絕路時，希望兄弟們親手送他上路。） |
| 謝天華        | Bill Leung | 本片終極大反派 情報員，叛徒。為人貪婪，知錯但不悔改。於內蒙古的任務中刺殺本來要救出的製藥專家Marvin，五年後與Rice勾結搶黃金。原本吩咐兄弟搶車後速速離開，但被火山發現搶的是黃金而引發一連串誤會，一錯再錯鑄成大錯。雖然如此，但心裡仍然念兄弟情，在獅王服刑期間，有送藥物給周醫生。最後，當兄弟們斷言兄弟情不再後，萬念俱灰下故意偷襲火山，讓兄弟親手送他上路。 |
| 張冠偉 (少年) | Bill Leung | 本片終極大反派 情報員，叛徒。為人貪婪，知錯但不悔改。於內蒙古的任務中刺殺本來要救出的製藥專家Marvin，五年後與Rice勾結搶黃金。原本吩咐兄弟搶車後速速離開，但被火山發現搶的是黃金而引發一連串誤會，一錯再錯鑄成大錯。雖然如此，但心裡仍然念兄弟情，在獅王服刑期間，有送藥物給周醫生。最後，當兄弟們斷言兄弟情不再後，萬念俱灰下故意偷襲火山，讓兄弟親手送他上路。 |
| 錢嘉樂        | 淡定       | 車手，五兄弟最年長的成員。同時是助攻與協防角色。人如其名，處變不驚，近身肉搏能力強。 |
| 洪祥思 (少年) | 淡定       | 車手，五兄弟最年長的成員。同時是助攻與協防角色。人如其名，處變不驚，近身肉搏能力強。 |
| 林曉峰        | 老鼠       | 後勤。五兄弟最年幼的成員。負責技術支援與情報提供。是一名電腦專家，為人單純知足。在獅王服刑期間幫曹Sir打點溫泉旅館，與璐璐兩情相悅。曹Sir死後，跟隨另外三個兄弟前往黑山找Bill算帳。 |
| 宋邦睿 (少年) | 老鼠       | 後勤。五兄弟最年幼的成員。負責技術支援與情報提供。是一名電腦專家，為人單純知足。在獅王服刑期間幫曹Sir打點溫泉旅館，與璐璐兩情相悅。曹Sir死後，跟隨另外三個兄弟前往黑山找Bill算帳。 |

### 其他演員
| 演員          | 角色     | 介紹 |
| 曾志偉        | 曹Sir    | 璐璐的父親，亦是五兄弟的軍師，恩師兼養父。前期在搶黃金後火山正要向Bill開槍，卻因為被獅王制止導致本人被誤擊半身不遂。逃脫後隱退到日本經營溫泉旅館，並改姓金。在獅王出獄後，與淡定及火山一同拜見本人，打了火山一巴掌後原諒了他，說父子情深。與Bill糾纏時被Bill的副手一槍打死。 |
| 張雅玫        | 璐璐     | 曹Sir的女兒，五兄弟的義妹 |
| 朱薇彤 (少年) | 璐璐     | 曹Sir的女兒，五兄弟的義妹 |
| 魏允熙        |          | |
| 倉田保昭      | 森本     | 溫泉街里長伯，近戰能力高強，為接走曹Sir而遭Bill槍殺。 |
| 紀焕博        |          | |
| 蔣中煒        |          | |
| 周比利        |          | |
| 吳永倫        |          | |
| Sergej Onopko | Rice     | 情報處外判機關的一員，曾是兄弟們的直屬上司。與Bill串通搶黃金，但在殺獅王等人滅口時給他們逃離，最後被Bill槍殺。 |
| 金井龍惺      | 森本一一 | |

### 友情/特別演出
| 演員   | 角色   | 介紹 |
| 張宇   | Joe    | 情報處特別行動組副組長。於布達佩斯負責監控黃金的運送，知道失竊黃金在黑山後向獅王提供資源去追回Bill與失竊黃金，同時告訴四人Bill已買下了一個島做島主。 |
| 劉偉強 |        | |
| 佘詩曼 | 周醫生 | Zoe 無國界醫生 獅王之女友 |

## 電影歌曲
| 曲別   | 歌名                                  | 演唱者                             | 作詞                 | 作曲   |
| 主題曲 | 一起來一起走（國） 一起衝一起闖（粵） | 鄭伊健 陳小春 謝天華 林曉峰 錢嘉樂 | 陳光榮 馮曦妤 朱雋言 | 陳光榮 |

## 票房
中国大陆取得3.17亿元人民币。
| 上一届： 《L風暴》 | 2018年中國大陸一周票房冠軍 第39週 | 下一届： 《无双》 |

## 奬項及提名
| 年度   | 颁奖典礼             | 奖项             | 姓名 | 结果 |
| ------ | -------------------- | ---------------- | --- | ---- |
| 2019年 | 第2屆最港電影大獎    | 我最喜愛港片     | 黃金兄弟                                                                                                | 提名 |
| 2019年 | 第38屆香港電影金像獎 | 最佳動作設計     | 錢嘉樂、吳永倫、鄧瑞華                                                                                  | 提名 |
| 2019年 | 第38屆香港電影金像獎 | 最佳原創電影音樂 | 陳光榮                                                                                                  | 提名 |
| 2019年 | 第38屆香港電影金像獎 | 最佳原創電影歌曲 | 《一起衝一起闖》 作曲：陳光榮 填詞：馮曦妤、陳光榮、朱雋言 主唱：鄭伊健、陳小春、謝天華、錢嘉樂、林曉峰 | 提名 |

## 其他活動
- 2018年11月24日，一班黃金兄弟（陳小春、林曉峰、鄭伊健、謝天華、錢嘉樂）在屯門市廣場有粉絲簽名活動，並宣傳電影內容。

## 慈善活動
導演錢嘉樂於2018年10月6日自掏腰包舉行一場慈善特別場，邀請「龍耳」及癌症資訊網的朋友來欣賞此電影！錢嘉樂與太太湯盈盈及鄭伊健亦親身到場致謝，又和觀眾一齊分享觀後感，現場有專人作手語傳譯，有不少觀眾被這部戲的感人情節打動。
在分享交流期間，有觀眾稱被此電影劇情感動得落淚。錢嘉樂亦希望有正面訊息帶給觀眾，令觀眾享受看電影的樂趣，鄭伊健則希望觀眾看到香港電影的進步。

## 外部連結
- 黃金兄弟的Facebook專頁
- WMOOV電影上《黃金兄弟 （页面存档备份，存于）》的資料（中文）
- Yahoo奇摩電影上《黃金兄弟》的資料（繁體中文）
- 香港影庫上《黃金兄弟》的資料（繁體中文）
- 開眼電影網上《黃金兄弟》的資料（繁體中文）
- 雅虎香港電影上《黃金兄弟》的資料（繁體中文）
- 豆瓣电影上《黃金兄弟》的資料 （简体中文）
- 时光网上《黃金兄弟》的資料（简体中文）
- 互联网电影数据库（IMDb）上《黃金兄弟》的资料（英文）